# تاريخ حركة تضامن

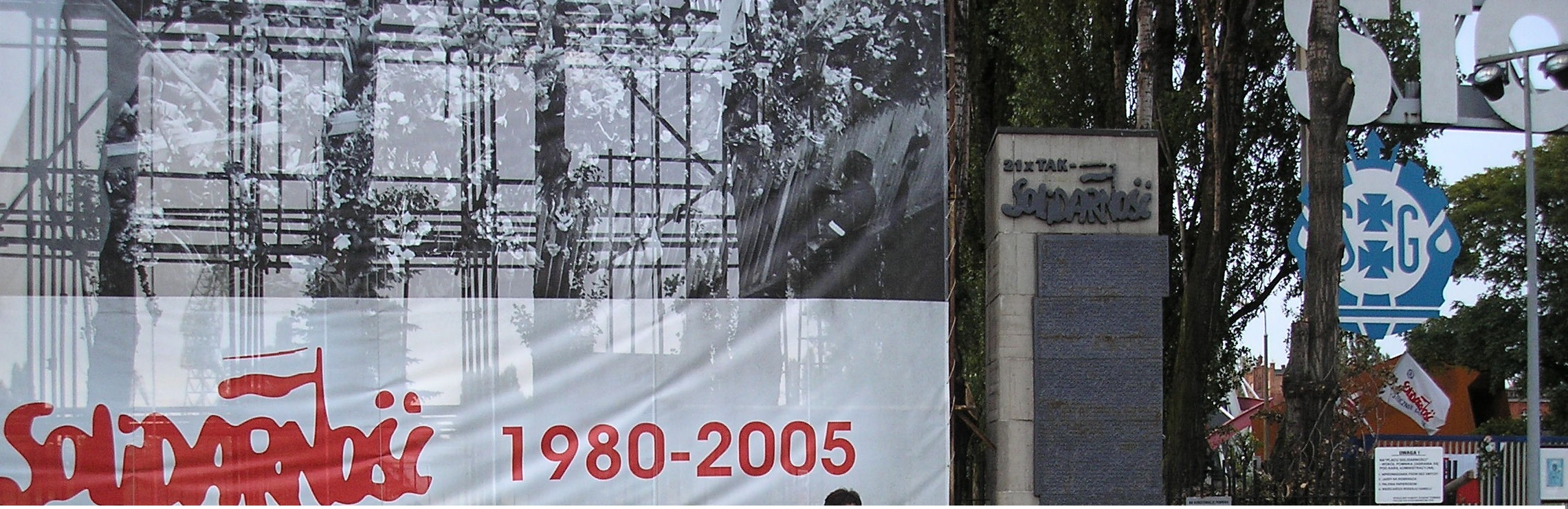
غدانسك، الذكرى الخامسة والعشرون للتضامن، صيف 2005.

حركة تضامن (باللغة البولندية:Solidarność، وتنطق [sɔliˈdarnɔɕt͡ɕ])، هي نقابة عمالية غير حكومية أسسها ليخ فاونسا وآخرون، في 14 آب/أغسطس 1980، في مدينة لينين شيبارد (غدانسك شيبارد الآن). وأصبحت أول نقابة عمالية في الكتلة الشرقية. وتميزت بانتشارها واسع النطاق، وعدم ميلها إلى العنف، حيث ادعى البعض أن عدد أعضائها وصل إلى 9,4 مليون عضو. كما عملت على مكافحة الشيوعية، التي كانت في أوجها حين ذاك، ويُنسَب إليها الفضل أيضًا في سقوطها.
حاولت الحكومة الشيوعية البولندية من ناحيتها التصدي لهذه الحركة بإقامة الأحكام العرفية عام 1981م، وتلتها عدة سنوات من القمع السياسي، وفي النهاية، أُُجبرت الحكومة على التفاوض. وأسفرت محادثات المائدة المستديرة بين الحكومة والمعارضة التي تقودها حركة التضامن إلى إجراء انتخابات شبه حرة عام 1989م. وبحلول نهاية آب/أغسطس من العام نفسه، شُكلت حكومة ائتلافية بقيادة حركة التضامن. وفي كانون الأول/ديسمبر 1990، انتُخب فاونسا رئيساً لبولندا. وسرعان ما أعقب ذلك، حل الحكومة الشيوعية، وتحولت بولندا إلى دولة ديمقراطية حديثة. وكان للبقاء المبكر لحركة التضامن دورٌ في إنهاء السياسة المتشددة لحزب العمال البولندي الموحد PZPR (الحزب الشيوعي)، وكان حدثًا غير مسبوق، ليس لجمهورية بولندا الشعبية وحدها - التابعة لاتحاد الجمهوريات الاشتراكية السوفياتية والتي يحكمها نظام الحزب الواحد الشيوعى - ولكن أيضًا للكتلة الشرقية بأكملها. كما أدت تجربة التضامن هذه إلى انتشار الأفكار والحركات المناهضة للشيوعية في كافة أنحاء الكتلة الشرقية، والتي عملت بدورها على إضعاف دور الحكومات الشيوعية. وبلغت هذه المشكلة ذروتها في ثورات 1989.
في عام 1990، تضاءل تأثير حركة التضامن على المشهد السياسي. وتأسس العمل الانتخابي للحركة عام 1996م، الذي فاز في الانتخابات البرلمانية البولندية عام 1997م، إلا أنه خسر الانتخابات اللاحقة عام 2001م. وبعد ذلك، تضاءل تأثير الحزب السياسي للتضامن، إذ لم يعد بمقدروه أن يكون أكبر نقابة عمالية في بولندا.

## جذور ما قبل 1980

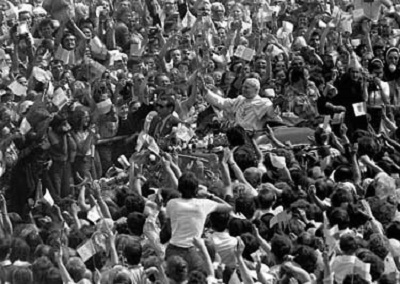
الملايين يرحبون بالبابا يوحنا بولس الثانى لتوليه منصب أسقف كراكوف أثناء زيارته لبولندا (1979).

يمكننا أن ننسب النجاح المبدئي لحركة التضامن خاصًة، والحركات المشتقة عامًة منذ عام 1970 إلى 1980، إلى الأزمات المتفاقمة للمجتمعات الخاضعة للحكم السوفييتي. والتي كانت تعاني من انخفاض الروح المعنوية، وتدهور الأوضاع الاقتصادية، وتزايد الضغوط الناتجة عن الحرب الباردة. وما لبثت الظلمة أن انقشعت بعد فترة ازدهار قصيرة، عام 1975، حتى عادت مرة آخرى بسبب سياسات الحكومة البولندية التي يرأسها إدوارد جيرك، السكرتير الأول للحزب، حيث أدت إلى زيادة حدة الاكتئاب لدى الشعب، وكذلك زيادة الديون الخارجية. وفي أيار/مايو 1976، قامت أولى الإضرابات العمالية المُصحوبة بأعمال الشغب في مصانع بلوك ورادوم وأرسوس، وعندما قمعت الحكومة هذه الأحداث، قامت حركة المنشقين فكريًا بدعم الحركة العمالية، والتي ينتمي عدد كبير من أعضائها إلى لجنة الدفاع عن العمال (باللغة البولندية: Komitet Obrony Robotników، واختصارها KOR)، والتي تشكلت عام 1976. وفي العام التالي، تم تغيير اسم اللجنة إلى اللجنة الاجتماعية للدفاع عن النفس (KSS-KOR).
في 16 تشرين الأول/أكتوبر 1978، انتُخب كارول فوتيالا، أسقف كراكوف، البابا يوحنا بولس الثاني. وبعد انتخابه بعام، حضر له مئات الألاف من مريديه من الجماهير، أثناء أولى زياراته إلى بولندا. حيث دعا إلى احترام التقاليد الوطنية والدينية، وناشد بالحرية وحقوق الإنسان ونبذ العنف. ويُمثل البابا يوحنا بولس الثاني للعديد من البولنديين، القوة الروحية والمعنوية التي يمكن أن تتعين ضد القوى المادية الغاشمة، فكان الريادة للتغيير ورمزًا هامًا وداعمًا للتغيرات القادمة.

## الإضرابات المبكرة (1980)

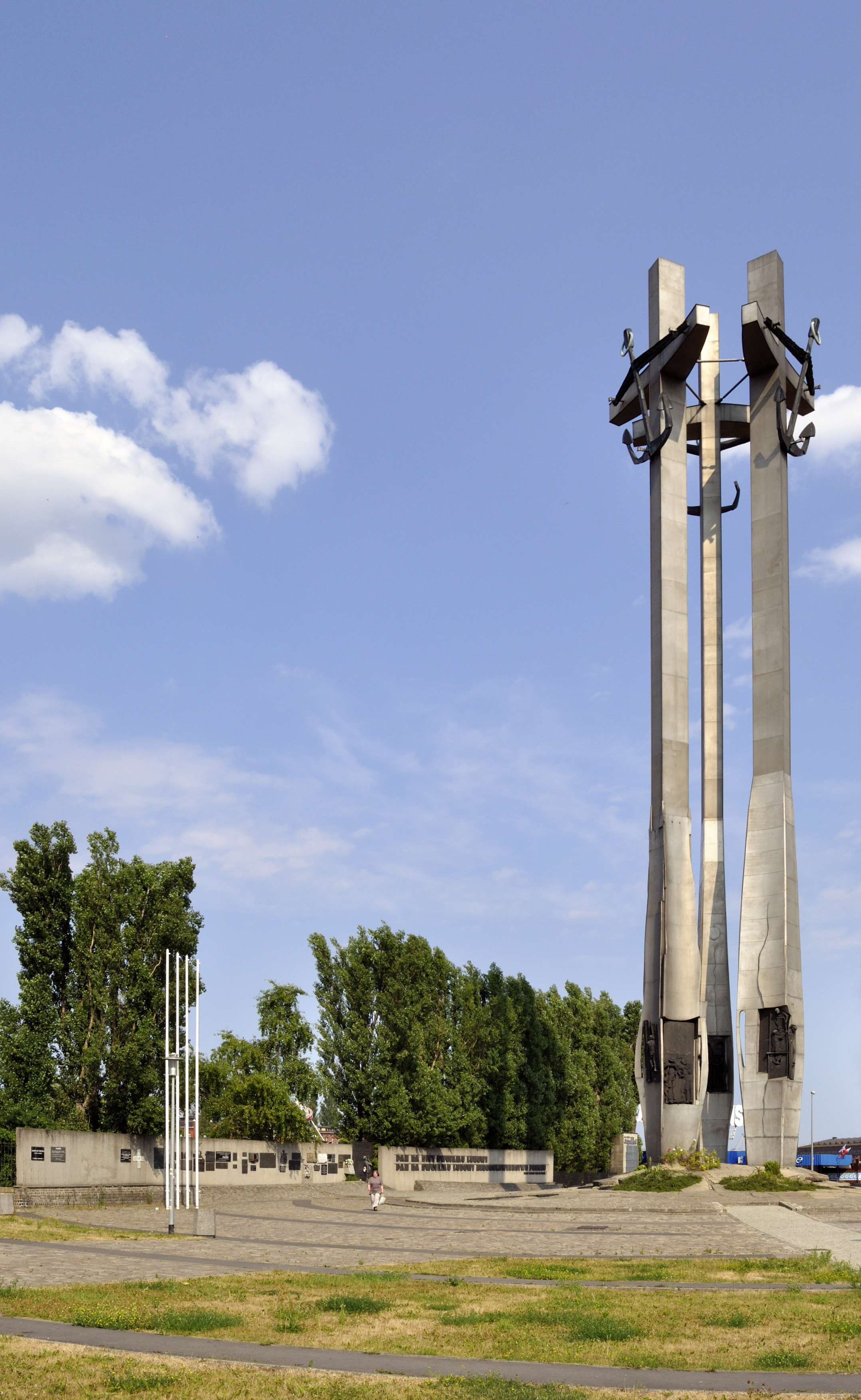
النصب التذكاري لعمال شيبارد الذين ماتوا عام 1970، أُنشأ في أعقاب اتفاق غدانسك، وكُشف عنه الستار 16 ديسمبر 1980.

إن سبب حدوث الازمة لم يرجع إلى الإضرابات العمالية التي ظهرت قريبًا فحسب، بل يعود إلى الصعوبات الاقتصادية والسياسية التي امتدت جذورها لأكثر من عقد من الزمان. وفي تموز/يوليو 1980، واجهت حكومة إدوارد جيرك أزمة اقتصادية، مما دفعها إلى رفع الأسعار وتخفيض الأجور. وتبع ذلك موجة من الإضرابات واحتلال المصانع. حيث تُعَدُ من أكبر الاضرابات التي شهدتها منطقة لوبلين. وبدأ أول إضراب في مؤسسة الطيران التابعة لسويدنج، في 8 تموز/يوليو 1980، وقام العمال بتطوير شبكة المعلومات لنشر أخبار نضالهم؛ إذ لم يكن لحركة الإضراب مركز للتنسيق فيما بينهم. وقامت الجماعة المنشقة، المعروفة باسم لجنة الدفاع عن العمال، بجذب مجموعات صغيرة من المسلحين الذين ينتمون للطبقة العاملة في المراكز الصناعية الكبرى. وكما ذكرنا سابقًا أن هذه اللجنة أُُنشئت عام 1976، وتهدف إلى تنظيم المساعدات للضحايا من العمال. وكان أيضًا لواقعة إطلاق الرصاص على آنا والنتينج، الناشطة والمناضلة الشعبية، تأثيرًا بالغًا في تحريك جموع العمال الغاضبة، حيث تُعد إحدى شرارات موجة الإضرابات في بولندا.
في 14 آب/أغسطس، بدأ عمال شيبارد اضرابهم، الذي نظمته نقابات العمال الحرة في كوستا. وقاد العمال ليخ فاونسا، وهو عامل تقنى كهرباء سابق في شيبارد فُصِلَ من عمله عام 1976، وكان قد وصل إلى شيبارد متأخرًا صباح ذلك اليوم. وطالبت لجنة الإضراب بعودة كلٍ من فاونسا وولينتينج إلى العمل مرة آخرى، وفقًا لاحترام حقوق العمال والاعتبارات الاجتماعية الأخرى. إضافة إلى ذلك، طالبوا بإقامة نصب تذكاري لعمال شيبارد الذين قُتلوا عام 1970، وكذلك بإضفاء الشرعية على نقابات العمال المستقلة.
في الوقت نفسه، قامت الحكومة البولندية بفرض الرقابة، وقالت وسائل الإعلام الرسمية شيئاً لا يُذكر عن «اضرابات العمال المتفرقة في غدانسك»؛ ولمزيد من الاحتياط، قامت الحكومة بقطع وسائل الاتصال بين كوستا وبقية بولندا. وعلى الرغم من كل ما بذلته الحكومة، فشلت في السيطرة على الموقف: إذ سرعان ما قامت الصحف البولندية،  بما فيهم صحيفة روبنتك، وكذلك إذاعة أوروبا الحرة من اختراق الستار الحديدي، والحديث عن حركة التضامن الناشئة ودعم أفكارها.
في 16 آب/أغسطس، وصلت وفود من لجان الاضرابات الأخرى إلى شيبارد. (بوجدان ليز، وأندريه جويذدا، وأخرون)، واتفقوا سويًا على إنشاء لجنة إضراب مشتركة. وفي اليوم التالي، قام الكاهن هنريك يانكوفسكى، بتنظيم حشد أمام حكومة شيبارد، وقدمت لجنة الإضراب قائمة تضم 21 مطلباً، جميعها مطالب شعبية، تنادي أولًا باقامة نقابات عمالية مستقلة، وكذلك تخفيف الرقابة، والحق في الإضراب، ووضع حقوق جديدة خاصة بالكنيسة، كما طالبوا أيضًا بالإفراج عن المعتقلين السياسين، وتحسين الخدمات الصحية الوطنية.
في اليوم التالي، وصل وفد من لجنة الدفاع عن العمال إلى شيبارد، يضم مجموعة من المثقفين من بينهم تاديؤدش مازوفيتسكى، وعرضوا تقديم المساعدة إلى المفاوضات الحالية. كما قدموا أيضًا يد العون إلى صحيفة التضامن البولندية (Solidarność)، حتى استطاعت أن تطبع ثلاثين ألف نسخة يوميًا. وفي الوقت ذاته، حظيت أغنية جاسيك كازمارسكى (احتياج)، بشعبية كبيرة لدى العمال.
في 18 آب/أغسطس، انضمت مدينة شتشيتسين شيبارد إلى الإضراب، تحت قيادة ماريان جوريزك. واجتاح الساحل موجة عارمة من الاضرابات، والتي عملت بدورها على إغلاق الموانئ وتوقف عجلة الاقتصاد. وكان ذلك بمساعدة ودعم كلٍ من لجنة الدفاع عن العمال وعدد من المثقفين، حيث احتل العمال المصانع والمناجم وأحواض بناء السفن في جميع أنحاء بولندا. وفي غضون أيام، انضم أكثر من مائتي مصنع وشركة إلى لجنة الإضراب. وبحلول 21 آب/أغسطس، كانت قد تأثرت معظم بولندا بهذه الاضرابات، بدءاً من أحواض بناء السفن الساحلية مروراً بمناجم المنطقة الصناعية بسيليزيا العليا (في سيليزيا العليا، كانت مدينة جاستريزيبى زدروج هي مركز الاضرابات، بالتعاون مع لجنة أخرى منفصلة أُُنشئت هناك، شاهد اضرابات جاسترزيبي زدروج عام 1980). كما شُكلت أيضاً العديد من النقابات الجديدة التي انضمت إلى الاتحاد.
وبفضل الدعم الشعبي في بولندا، فضلًا عن الدعم الدولي والتغطية الإعلامية التي حظيت بها الحركة، استطاع عمال غدانسك الصمود حتى استجابت الحكومة لمطالبهم. وفي 21 آب/أغسطس، وصلت اللجنة الحكومية إلى غدانسك وكان من ضمنها السياسي ميزيسلاو جاجسليكى، كما أوفدت لجنة أخرى إلى شتشيتسين بقيادة كازيمير بارسيكوسكي. وفي 30 و31 آب/أغسطس، و3 أيلول/سبتمبر، وَقّع ممثلو العمال والحكومة اتفاقاً للتصديق على عدد من مطالب العمال، والتي كان من بينها الحق في الاضراب. وعُرف هذا الاتفاق فيما بعد باتفاق أغسطس أو اتفاق غدانسك. كما وُقِعت أيضًا العديد من الاتفاقيات في شتشيتسين (اتفاق شتشيتسين (30 أغسطس)، وكذلك في جاستروزيبى زدروج، (اتفاق جاستروزيبى، 3 سبتمبر). وهذا كله يعد جزءاً من اتفاقيات غدانسك. وعلى الرغم أن هذا الاتفاق كان معنياً بمطالب النقابة العمالية، فإنه عمل على تمكين المواطنين من إحداث تغييرات ديموقراطية داخل البنية السياسية الشيوعية، كما يُعد بمثابة خطوة أولى نحو إنهاء احتكار الحزب للسلطة. فكان
إقامة نقابة عمال مستقلة عن سيطرة الحزب الشيوعي السوفييتي، وكذلك الاعتراف بالحق القانوني للاضراب، هو الشغل الشاغل لدى العمال. فمطالبهم اليوم يُنظر إليها من خلال تمثيل واضح. ومن النتائج الأخرى لهذا الاتفاق، التعديل الذي حدث عام 1980، حيث تولى سنتيسو كانيا منصب سكرتير أول للحزب بدلاً من جيرك إدوارد.

## التضامن الأول (1980-1981)
وانطلاقاً من النجاح الذي حققته اضرابات آب/أغسطس. قام سبعة عشر من ممثلى العمال من بينهم فاونسا، بتشكيل نقابة عمالية وطنية للتضامن (Niezależny Samorządny Związek Zawodowy (NSZZ) "Solidarność"). حيث تُعد أول نقابة عمالية مستقلة في الكتلة السوفيتية. واقترح كارول مودزليسكى اسم النقابة، وكان فكرة شعارها الشهير للمصمم جيرزى جانسيزكى، والجدير بالذكر، أنه صمم أيضاً العديد من الملصقات المتعلقة بالتضامن. وكانت اتفاقية المندوبين من ضمن الصلاحيات العليا المنوطة في الهيئة التشريعية للنقابة الجديدة (Zjazd Delegatów). كما كانت لجنة التنسيق الوطنية (Krajowa Komisja Porozumiewawcza) بمثابة الفرع التنفيذي لها، والتي أُطلق عليها فيما بعد اللجنة الوطنية (Komisja Krajowa). وإضافة إلى ذلك، كان للنقابة هيكل إقليمي يضم 38 إقليم ومركزين (okręg). وعودة مرة أخرى إلى غدانسك، في 16 كانون الثاني/ديسمبر عام 1980، كُشف الستار عن النصب التذكاري لضحايا عمال شيبارد، وفي 28 حزيران/يونيو، أُزيح الستار عن نصب تذكاري آخر في بوزنان، تخليداً لذكرى احتجاجات بوزنان 1965. وفي روما، 15 كانون الأول/يناير، التقى مندوبي التضامن بما فيهم فاونسا بالبابا يوحنا بولس الثاني. وانعقد المؤتمر الوطني الأول للتضامن، وانتُخب فاونسا رئيسًا للنقابة. وكان اعتماد برنامج الجمهورية ((جمهورية تتمتع بالحكم الذاتي))، هو آخر اتفاق تضمنه المؤتمر.

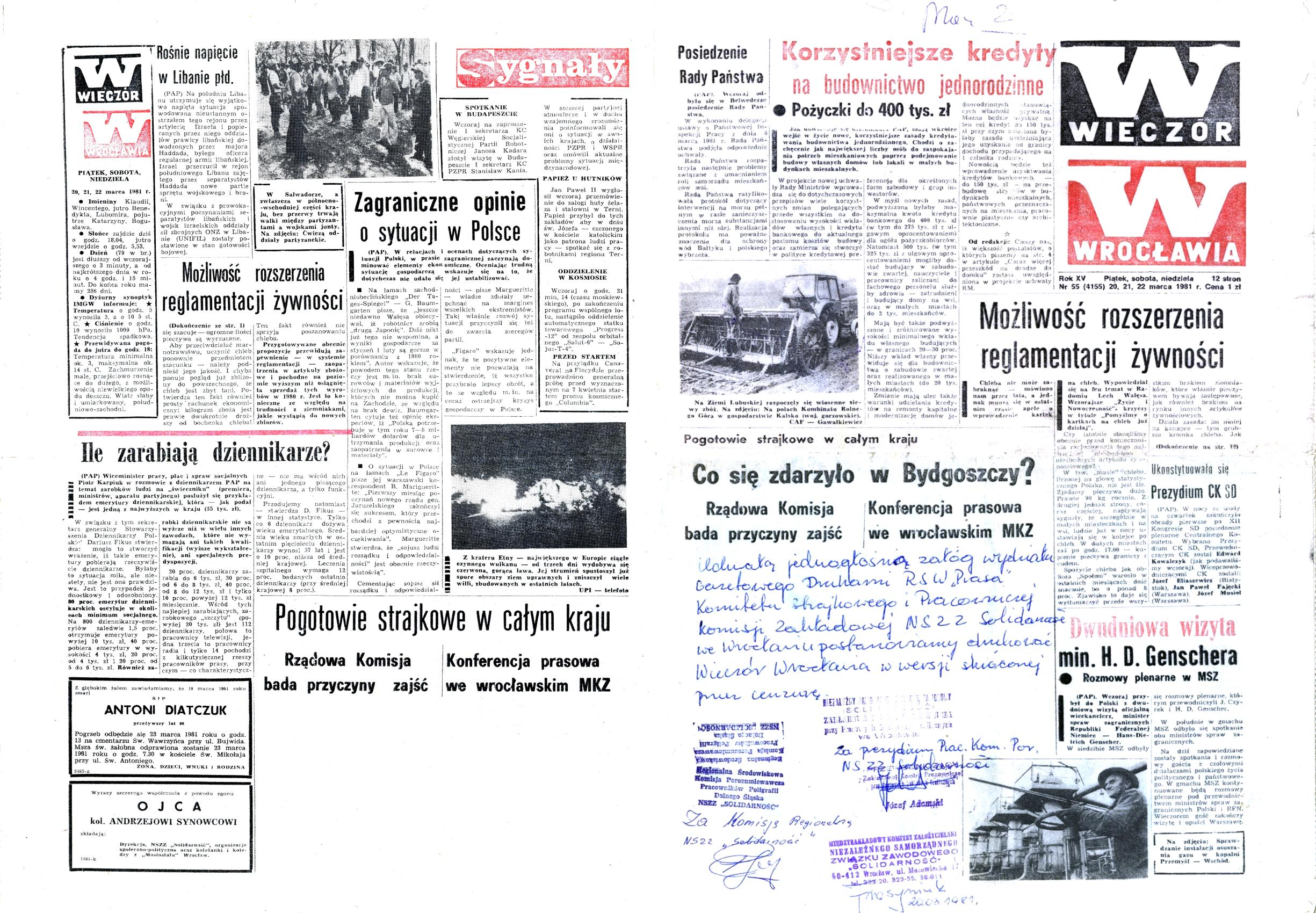
مارس 20-21، 1981، إصدار صحيفة WieczorWroclawia يتوسطها مساحات شاغرة، بعد أن فرضت الحكومة الرقابة عليها وحذفت مقالات من الصفحة الأولى (يمين، "ماذا يحدث في بيدغوز؟") والصفحة الأخيرة (يسار، "اضرابات تجتاح بولندا")، وتركت فقط العناوين الرئيسة. وقرر أعضاء التضامن طباعة الصحيفة كما هى بالمساحات الشاغرة، وفي نهاية الصفحة الأولى من النسخة الأصلية توقيع خطي للتضامن معلنًا مسئوليته عن هذا القرار.

في تلك الأثناء، تحول التضامن من كونه نقابة عمالية إلى حركة اجتماعية أو بشكل أكثر تحديدًا، حركة ثورية. وفي أعقاب اتفاق غدانسك، وعلى مدى 500 يوم، انضم للنقابة ومنظماتها الفرعية حوالى 9 إلى 10 ملايين من العمال والمثقفين والطلبة، ومنهم اتحاد الطلبة المستقل (Niezależne Zrzeszenie Studentów)، والذي تأسس في أيلول/سبتمبر 1980، ونقابة المزارعين المستقلين (NSZz) Rolników Indywidualnych "Solidarność") والمعروفة باسم التضامن الريفي، وتأسست في أيار/مايو 1980، بالإضافة إلى نقابة الحرفيين المستقلة. وتُعد هذه سابقة فريدة في نوعها في التاريخ، أن ينضم ربع سكان دولة (نحو 80% من القوى العاملة في بولندا) إلى إحدى منظماتها طواعية. وذكر التضامن بعد مرور عام من نشأته: «لقد تعلمنا من التاريخ، أنه لا يوجد خبز بدون حرية». «فكان شغلنا الشاغل ليس فقط توفير الخبز ورغد العيش، ولكن كان تحقيق العدالة والديموقراطية الحقيقية والشرعية، وتعزيز كرامة الإنسان، والحفاظ على حرية المعتقد، وكذلك إصلاح الدولة هو ما نصبوا إليه». وقامت النقابة بنشر أولى صحفها (Tygodnik Solidarność) بدءًا من نيسان/أبريل 1981.
لجأ التضامن فيما بعد إلى الاضرابات والأساليب الاحتجاجية الأخرى، في محاولة منه لإحداث تغيير حتمي في سياسات الحكومة. وتمكن كذلك من إجبار بعض المسئولين الفاسدين في الحكومة على ترك مناصبهم، كما هو الحال مع بيلسكو بيالا. وفي الوقت نفسه، كان التضامن حريصاً على عدم استخدام القوة أو العنف، وذلك لتجنب اعطاء الحكومة أية فرصة لجلب قوات الأمن والدخول في اشتباكات.، ومن جانب آخر، في 27 آذار/مارس، قام ما يقرب من مليوني شخص بعمل إضراب تحذيري استمر لأربع ساعات، ردًا على حادثة الاعتداء بالضرب التي تعرض لها 27 من أعضاء تضامن مدينة بيدغورز، بما فيهم جان روليسكي، في التاسع عشر من الشهر ذاته، والذي كان من شأنه إصابة حركة المدينة بالشلل. ويُعد هذا الإضراب واحداً من أكبر الاضرابات التي شهدتها الكتلة الشرقية على مدار التاريخ، إذ أجبر الحكومة على فتح التحقيق في هذه الحادثة. وكان ما أحدثه هذا الامتياز وكذلك اتفاق فاونسا من إرجاء مواصلة الاضرابات، بمثابة انتكاسة للحركة، إذ تلاشت أجواء الجذل التي كانت تُخيم على المجتمع البولندي. فضلًا عن ذلك، فقد الحزب الشيوعي البولندي - حزب العمال المتحدين البولندي - كامل سيطرته على المجتمع.
وفي الوقت الذي كان فيه التضامن على استعداد لتولي المفاوضات مع الحكومة، أظهر الشيوعيون البولنديون ترددهم حيال ذلك، كما أصدروا تصريحات حمقاء، وكانوا في انتظار اللحظة المواتية. ومع تدهور الاقتصاد الشيوعي وعدم الرغبة في التفاوض بجدية مع التضامن، أصبح من الواضح أن الحكومة [[الشيوعية ستقوم في نهاية المطاف بقمع حركة التضامن باعتباره الحل الوحيد للخروج من الأزمة، أو إما عليها أن تنظر إلى الأمر باعتباره ثورة حقيقية. ونتيجة لتدهور الوضع الاقتصادي، عاشت بولندا أجواء من التوتر المتزايد، حيث نظم عدد من مختلف الفروع المحلية اضربات عشوائية، وكذلك ما شهدته الشوارع من تظاهرات واحتجاجات، والتي كان من بينها تظاهرات الجوع في صيف 1981. وفي 3 كانون الأول/ديسمبر 1981، أعلنت حركة التضامن عن إضراب لمدة يوم كامل إذا مُنحت الحكومة صلاحيات إضافية لقمع المعارضة، وأنه سيتم الإعلان عن اضراب عام إذا دخلت تلك الصلاحيات في طور التنفيذ.

## الأحكام العرفية (1981-1983)
تعرضت الحكومة البولندية لضغوط متزايدة من الاتحاد السوفيتي عقب اتفاق غدانسك، وذلك لاتخاذ التدابير اللازمة لتعزيز مكانتها. ومن جانب آخر، كانت موسكو تنظر إلى ستنيسو كانيا على أنه شخص مستقل بذاته، وفي 16 تشرين الأول/أكتوبر، قامت اللجنة المركزية للحزب بإدراجه ضمن الأقلية. وكان كانيا قد فقد منصبه كسكرتير أول لحزب العمال البولندي، وشغل المنصب بدلًا منه رئيس الوزراء (ووزير الدفاع) الجنرال فويتشخ ياروزلسكي، والذي اتخذ من القوة والحزم منهجًا لسياسته.
في 13 كانون الأول/ديسمبر 1981، بدأ ياروزلسكي حملته الشعواء ضد التضامن، معلنًا الأحكام العرفية، كما أنشأ مجلس عسكري للخلاص الوطني (Wojskowa Rada Ocalenia Narodowego, or WRON). إضافة إلى ذلك، أُلقي القبض على قادة التضامن الذين اجتمعوا في غدانسك، وتم التحفظ عليهم في مرافق تخضع لحراسة جهاز الأمن (Służba Bezpieczeństwa or SB)، كما أُلقي القبض أيضًا على عدد من مؤيدي الحركة في منتصف الليل، والذين وصل عددهم إلى 5000 شخص. وتم توسيع الرقابة، وانتشرت قوات الجيش في مختلف الشوارع. كما وقع بضع مئات من الاضرابات وما صاحبها من احتلال لأكبر المصانع وكذلك لعدد من مناجم الفحم في سيليزيا، ولكن سرعان ما قامت شرطة مكافحة الشغب(ZOMO) بالتصدي لهذه الاضرابات وقمعها. وفي 16 كانون الأول/ديسمبر 1981، حدثت واحدة من أكبر التظاهرات في منجم فحم وجاك، حيث أطلقت قوات الحكومة النار على المتظاهرين، مما أسفر عن مقتل 9 أشخاص، وإصابة 22 إصابات خطيرة. وفي اليوم التالي، أثناء الاحتجاجات المستمرة في غدانسك، أطلقت قوات الحكومة النار مرة أخرى على المتظاهرين، مما أسفر عن مقتل شخصًا واحدًا وإصابة اثنين. وقبل 28 كانون الأول/ديسمبر 1981، كانت قد توقفت هذه الاضرابات، وأصيبت حركة التضامن بالشلل. وكان الاضراب الذي حدث في منجم فحم بيست في سيليزيا العليا، والذي انتهى في 28 كانون الأول/ديسمبر 1981، هو آخر اضراب شهدته بولندا في ذلك العام. ويُعد هذا الاضراب واحدًا من أطول الاضرابات التي شهدتها بولندا على مر التاريخ، إذ استمر 14 يومًا. وكان قد بدأ هذا الاضراب بألفين من عمال المناجم، والذين انتشروا حتى 650 مترًا تحت الأرض. وظل نصف العمال حتى اليوم الأخير للاضراب يتضورون جوعًا، وأخيرًا، أقلعوا عن اضرابهم بعدما وعدتهم السلطات العسكرية بعدم محاكمتهم. وفي 8 تشرين الأول/أكتوبر 1982، تم حظر حركة التضامن نهائيًا.
كان الدعم الذي حظي به التضامن فريد في نوعه: فلا يُذكر أن أي حركة في العالم قد حظيت بدعم كلًا من رونالد ريغان وسانتياغو كاريو وإنريكو برلينغوير والبابا مارغريت ثاتشر وتوني بن، ونشطاء السلام والمتحدث باسم حلف شمال الأطلسي، وكذلك المسيحيين والشيوعيين الغربيين والمحافظين والليبراليين والاشتراكيين. ومن جانبه، أدان المجتمع الدولي الخارجي الإجراءات القمعية التي اتخذها ياروزلسكي، وأعلن تأييده للتضامن، كما تشكلت منظمات مخصصة لهذا الغرض (مثل حملة التضامن البولندية في بريطانيا العظمى). وفي الناحية الآخرى، فرض الرئيس الأمريكي رونالد ريغان عقوبات اقتصادية على بولندا، والتي ستعمل من شأنها على إجبار الحكومة البولندية على تحرير سياساتها. وفي الوقت نفسه، قامت وكالة المخابرات المركزية بتوفير الأموال والمعدات والمشورة إلى التضامن وذلك بالتعاون جنبًا إلى جنب مع الكنيسة الكاثوليكية ومختلف النقابات العمالية الغربية مثل الاتحاد الأمريكي للعمل ومؤتمر المنظمات الصناعية (AFL-CIO). ويُعد التحالف السياسي الذي تم بين ريغان والبابا]، خطوة نحو إثبات أهمية مستقبل التضامن. وكان للجمهور البولندي أيضًا دور في دعم ما تبقى من التضامن، وأصيح الالتفاف حول الكهنة - مثل ما فعله جيرزي بوبيليشكو - وسيلة رئيسة لإظهار تأييد الجماهير للتضامن.
ولم تكن السلطات الشيوعية وحدها هي القوى المعارضة للتضامن، بل شاركها أيضًا عدد من المهاجرين البولنديين الذين ينتمون إلى اليمين المتطرف، والذين كانوا ينظرون إلى التضامن أنه ستار يخفى وراءه جماعات شيوعية، يقودها الزعيم اليهودي تروتسكي وعدد من الصهاينة.
في تموز/يوليو 1983، تم رفع الأحكام العرفية رسميًا، غير أن الضغوط المفروضة على الحريات المدنية والحياة السياسية، وكذلك الحصص الغذائية، ظلت على حالها من منتصف عام 1980 وحتى آخره.

## التضامن السري (1982-1988)

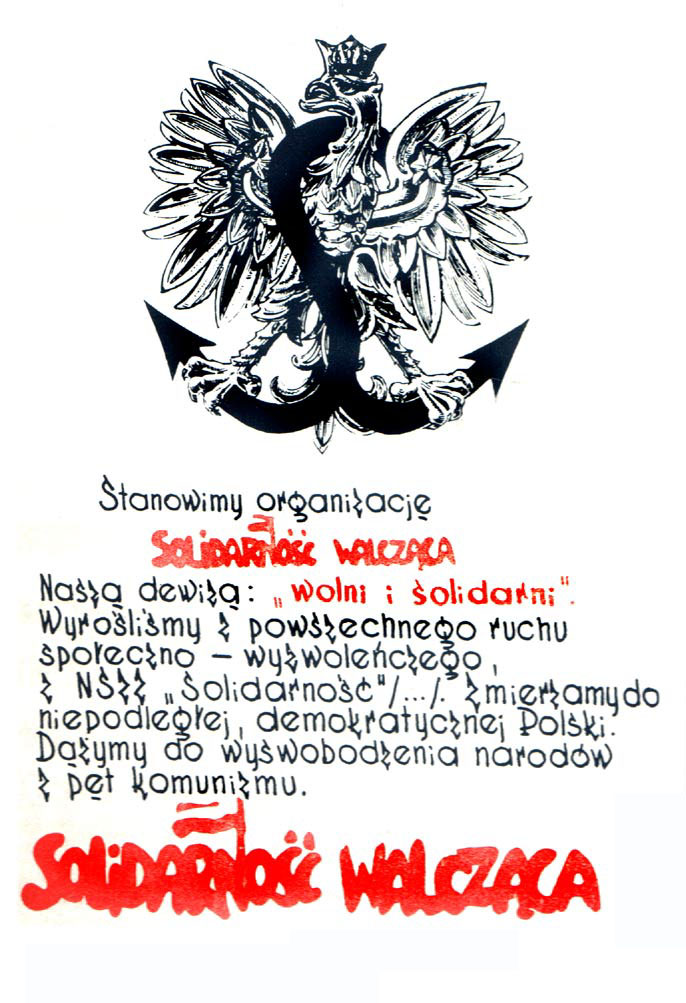
شعار حركة "مكافحة التضامن"، تم تصميمه بعد الحرب العالمية الثانية "Kotwica".

فور القبض على قيادة حركة التضامن القانونية، بدأت بعض المنظمات السرية في الظهور. وفي 12 نيسان/أبريل 1982، بدأ بث إذاعة التضامن. وفي 22 من الشهر ذاته، قام كلًا من زبيغنيو بونيك وبوغدان ليز وفلاديسلاف فراسنيوك وفلاديسلاف هاردك، بإنشاء لجنة تنسيق مؤقتة (Tymczasowa Komisja Koordynacyjna) لتكون بمثابة القيادة السرية للتضامن. وفي 6 آيار/مايو، أنشأ كلًا من بوغدان بوروسيفيتيش وألكسندر هول وستانيسلو يارز وبوجدان ليز وماريان ويسنيسكي، منظمة سرية آخرى للتضامن، لجنة التنسيق الإقليمية (Regionalna Komisja Koordynacyjna NSZZ "S"). كما شهد عام 1982، إنشاء حركة مكافحة التضامن.
وفي منتصف عام 1980، ظل التضامن كما هو منظمة سرية. وقام أفراد الأمن بملاحقة نشطاء التضامن، ولكنهم نجحوا في العودة إلى الاضراب مرة آخرى: في 1 آيار/مايو 1982، قام آلاف من المشاركين بعمل سلسلة من الاحتجاجات المناهضة للحكومة - حيث اجتمع عشرات الآلاف في كراكوف ووارسو وغدانسك. كما شهد يوم 3 آيار/مايو، مزيد من الاحتجاجات] أثناء الاحتفالات بدستور 3 مايو 1971. اليوم الذي قتلت فيه المخابرات الشيوعية أربعة متظاهرين- ثلاثة في وارسو، وواحدًا في فروتسواف. وفي الذكرى الأولى لاتفاق غدانسك، في 31 آب/أغسطس 1982، حدثت موجة آخرى من التظاهرات. وبالمثل قامت المخابرات الشيوعية بقتل ستة متظاهرين - ثلاثة في لوبين، وواحدًا في كيلسي، ووحدًا في فروتسواف، وواحدًا في غدانسك. وفي اليوم التالي، قُتل شخصًا آخر أثناء تظاهر في تشينستوخوفا. وفي الفترة ما بين 11، و13 تشرين الأول/أكتوبر، حدثت عدة اضرابات في غدانسك ونواهوتا. وفي نواهوتا حيث أطلق ضابط مخابرات النار على الطالب بوجدان بوليسك، البالغ من العمر عشرون عامًا.

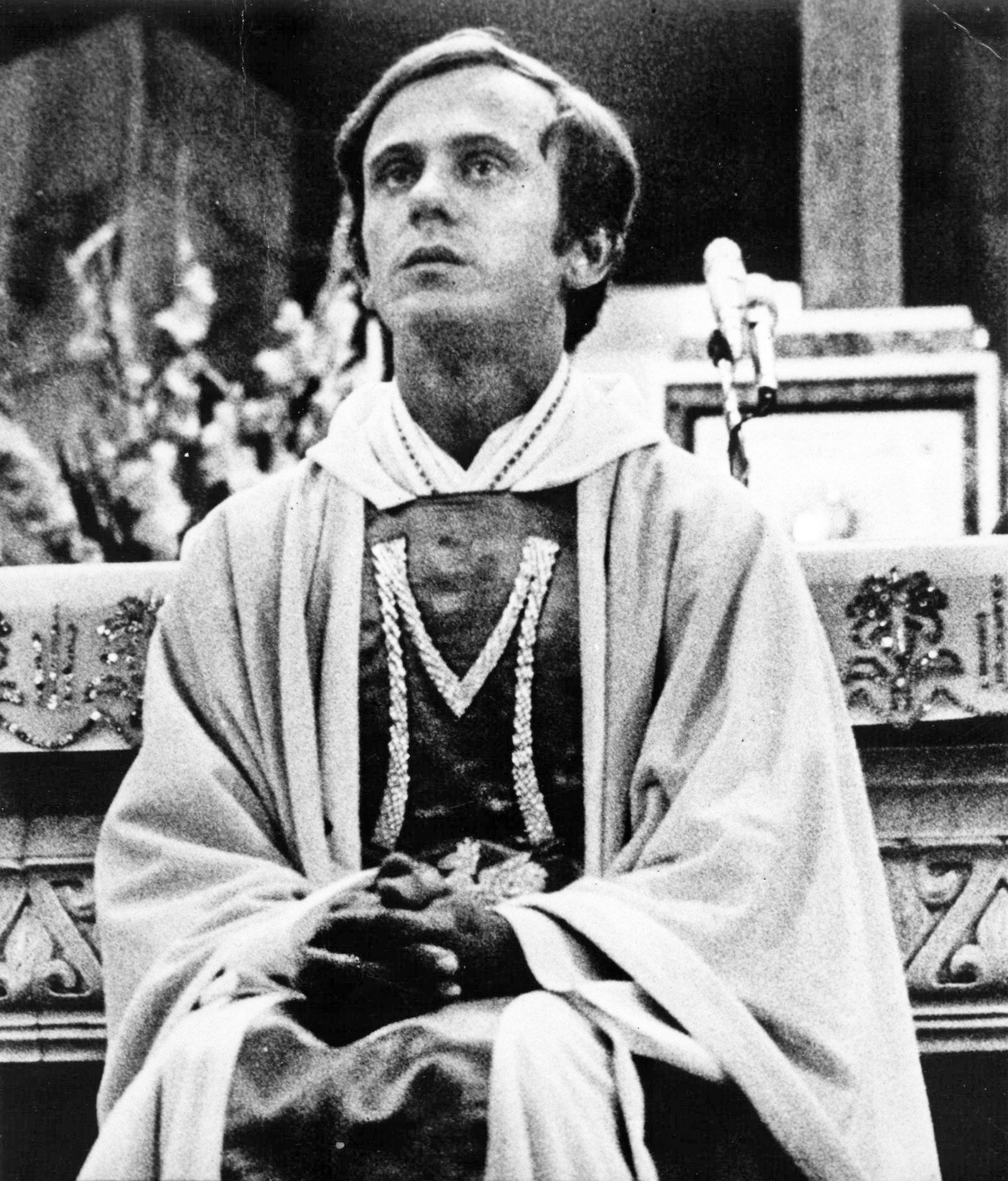
احتجاجات حاشدة في وارسو عقب اغتيال الكاهن جيرزي بوبيلشكو، 1984.

في 14 تشرين الثانى/نوفمبر 1082، أُطلق سراح فاونسا. وعلى النقيض، في 9 كانون الأول/ديسمبر، قامت قوات الأمن بشن حملة ضخمة ضد التضامن، اعتقلت فيها أكثر من 10.000 ناشط. وفي 27 كانون الأول/ديسمبر، قامت السلطات بنقل أصول التضامن إلى نقابات العمال الموالية للحكومة (تحالف نقابات عمال بولندا)، (Ogólnopolskie Porozumienie Związków Zawodowych, or OPZZ). ومع ذلك لم تنطفئ شعلة التضامن، إذ وصل عدد أعضاء التضامن السرى إلى 70.000 عضو في أوائل عام 1983، كما نشر عدد من النشطاء أكثر من 500 صحيفة سرية متعلقة بالتضامن. وفي النصف الأول من عام 1983، شهدت شوارع بولندا احتجاجات بصورة متكررة: وفي 1 آيار/مايو، قُتل شخصين، واحدًا في كراكوف وآخر في فروتسواف. وبعد مرور يومين، قُتل اثنين آخرين من المتظاهرين في وارسو.
في 23 تموز/يوليو 1983، تم رفع الأحكام العرفية، وصدور العفو عن عدد من أعضاء التضامن السجناء، والذين أُطلق سراحهم فيما بعد. وفي 5 تشرين الأول/أكتوبر، حاز فاونسا جائزة نوبل للسلام، والتي استلمتها زوجته نيابة عنه. ومع ذلك، رفضت الحكومة البولندية أن تصدر له جواز سفر يمكنه للسفر إلى أوسلو. واتضح لاحقًا أن قوات الأمن كانت قد أعدت وثائق زائفة تتهم فيها فاونسا بقيامه بأنشطة غير قانونية وبأعمال غير أخلاقية، وقدمتها إلى لجنة نوبل في محاولة منها لعرقلة ترشيحه.
في 19 تشرين الأول/أكتوبر 1984، قام ثلاثة وكلاء من وزارة الداخلية باغتيال الكاهن جيرزي بوبيلشكو، والذي كان معروفًا بتأييده ومواليته للتضامن. وبعدما انجلت الحقائق، أعلن الآلاف تضامنهم مع الكاهن بحضور جنازته، والتي شُيعت في 3 تشرين الثانى/نوفمبر 1984. وأطلقت الحكومة سراح آلاف السجناء من السياسيين، في محاولة منها لتخفيف حدة الموقف، وما لبُث مرو عام واحد، حتى تابعت الحكومة موجة جديدة من الاعتقالات. حيث أُلقي القبض على ثلاثة من أعضاء التضامن السري: فراسنييك وليز وآدم ميشنك، وعُرضوا أمام محاكمة صورية، وحُكم عليهم بالسجن عدة سنوات.

## التضامن الثاني (1988-1989)
في 11 آذار/مارس 1985، تولى ميخائيل غورباتشوف زمام الحكم في الاتحاد السوفيتي، حيث يمثل جيلًا جديدًا من أعضاء الحزب. وكان لتدهور الوضع الاقتصادي في الكتلة الشرقية برمتها، بما فيها الاتحاد السوفيتي، فضلًا عن وجود بعض العوامل الآخرى، دور في اجبار غورباتشوف لتنفيذ عدد من الاصلاحات، ليس في النواحي الاقتصادية وحدها، ولكن في مختلف النواحي السياسية والاجتماعية أيضًا. كما أحدثت سياسات غورباتشوف تغييرًا ممثالًا في سياسات الأحزاب التابعة للاتحاد سوفييتي، بما فيها جمهورية بولندا الشعبية.
في 11 أيلول/سبتمبر 1986، أًطلق سراح 225 سجينًا سياسيًا، وبذلك يكون قد أُطلق سراح جميع السجناء السياسين الذين اُعتقلوا خلال السنوات الماضية بسبب التضامن. وأنشأ فاونسا عقب صدور العفو عنه في 30 أيلول/سبتمبر، أول كيان عام وقانوني للتضامن منذ إعلان الأحكام العرفية - المجلس المؤقت للتضامن - وذلك بمساعدة كلًا من بوغدان بوروسيفيتيش وزبيغنيو بونيك وفلاديسلاف فراسنيوك وتاديوش يانوش وبوغدان ليز ويانوش باوبيتسكى وجوزيف بينيور. وبعد ذلك ذلك بفترة وجيزة، أقر الاتحاد الدولي لنقابات العمال الحرة، المجلس الجديد. وانتشر في ذلك الوقت عدد من المجالس المحلية للتضامن في جمبع أنحاء بولندا، وفي 25 تشرين الأول/أكتوبر، أُنشئت اللجنة التنفيذية الوطنية للتضامن. ومع ذلك لم يتوقف الاضطهاد والتمييز الذي كان يتعرض له أعضاء التضامن وبعض النشطاء، وإن خفت وطأته عما كان سائدًا في أوائل 1980. وفي أواخر 1980، اشتد الصراع القائم بين حزب فاونسا والمتطرفين من حركة مكافحة التضامن، حيث أراد الطرف الأول التفاوض مع الحكومة، في حين خطط الآخر للقيام بثورة مناهضة للشيوعية.
وبحلول عام 1988، كان الاقتصاد البولندي أسوأ مما كان عليه منذ ثماني سنوات. كما أدت العقوبات الاقتصادية، جنبًا إلى جنب عدم استعداد الحكومة لإدخال أية إصلاحات جديدة إلى تفاقم المشاكل الموجودة من ذي قبل. فضلًا عن ذلك، أدت عدم كفاءة مشاريع الاقتصاد المخطط التي تبنتها الحكومة إلى تثبيط عزيمة العمال وإتلاف الموارد، وكذلك إنتاج سلع متدنية تفتقر الإقبال عليها. ونتيجة للعقوبات الاقتصادية، بالإضافة إلى افتقار السلع البولندية في الخارج عنصر الجذب الذي تصنعه في الداخل، كان نصيب بولندا من الصادرات منخفض للغاية. وتفاقمت الديون الخارجية. كما لم يكن هناك تمويلًا كافيًا لتحديث المصانع، أما الوعود بتحقيق اشتراكية السوق مَثله الاقتصاد المتدهور وما يتميز به من طوابير طويلة ورفوف فارغة. وكانت الإصلاحات التي أدخلها يازولسكي ضئيلة وجاءت في وقت متأخر للغاية، حيث عززت تلك التغييرات التي حدثت في الاتحاد السوفيتي توقعات الشعب البولندي بحدوث تغييرات مستقبلية، وما لبُث أن توقف أعضاء الاتحاد السوفيتي عن مواصلة جهودهم وذلك لدعم الحكومة البولندية الفاشلة.
في شباط/فبراير 1988، رفعت الحكومة أسعار السلع الغذائية إلى 40%. وفي 21 نيسان/أبريل، اجتاحت البلاد موجه جديدة من الاضرابات. وفي 2 آيار/مايو، قام عمال غدانسك بإضراب جديد. ولكن سرعان ما قمعت الحكومة هذا الإضراب في الفترة ما بين 5، و10 آيار/مايو، ولكن كان ذلك بشكل مؤقت: ففي 15 آب/أغسطس حدث إضراب جديد في منجم «يولي مانيفستو» في مدينة جاسترزيبيا زدورج. وبحلول 20 آب/أغسطس، امتد الإضراب إلى عدد من المناجم الآخرى، وفي 22 آب/أغسطس انضمت غدانسك إلى الإضراب. ومن ثم قررت الحكومة الشيوعية البولندية التفاوض بعد ذلك.

"هاي نون، 4 يونيو، 1989" شعار اللجنة الانتخابية للتضامن، صممه توماس سانيكي.

في 26 آب/أغسطس، أعلن وزير الداخلية فلاديسلاف ستاسياك على شاشة التلفاز أن الحكومة على استعداد للتفاوض، وبعد مرور خمسة أيام، كان لقاؤه مع فاونسا. وفي اليوم التالي، انتهت الاضرابات، وفي 30 تشرين الثاني/نوفمبر، حقق فالسيا نصرًا إعلاميًا خلال المناظرة التليفزيونية التي عقدت بينه وبين ألفريد مايودفتش (زعيم نقابة العمال الموالية للحكومة، تحالف نقابات عمال بولندا).
في 18 كانون الأول/ديسمبر، شُكلت لجنة المائة عضو (Komitet Obywatelski) ضمن فعاليات التضامن، وتتألف اللجنة من عدة أقسام، كل قسم مسئول عن تقديم جانب محدد من مطالب المعارضة إلى الحكومة. وعلى الجانب الآخر، كان فاونسا وأغلبية قادة التضامن يأيدون التفاوض مع الحكومة، في حين أراد الأقلية قيام ثورة مناهضة للشيوعية. وتحت قيادة فاونسا، قرر التضامن تبني الحل السلمي، أما الفئة الموالية للعنف، فلم يكن بمقدورها أن تمثل أي قوة ضخمة ولم تستطع أن تتخذ أي إجراء.
في 29 كانون الثاني/يناير 1989، تم ادراج قائمة تضم أعضاء فرق التفاوض الرئيسة، وذلك أثناء اللقاء الذي دار بين فاونسا وستاسياك. وعُرفَ المؤتمر الذي عُقد في 6 شباط/فبراير، باسم محادثات المائدة المستديرة. وشمل المؤتمر 20 عضو من التضامن، و6 من تحالف نقابات عمال بولندا، و14 من حزب العمال البولندي الموحد، و14 من السلطات المستقلة، واثنين من الكهنة. وانعقدت محادثات المائدة المستديرة في الفترة مابين 6 شباط/فبراير إلى 4 نيسان/أبريل 1989، في مدينة وارسو. ومن ناحية آخرى، كان يأمل الشيوعيون بقيادة الجنرال ياروزلسكي في استمالة قادة المعارضة البارزين في الحزب الحاكم، دون إجراء أية تغييرات جوهرية في هيكل السلطة السياسية. والتي لم يتوقع التضامن حدوثها. ولكن في الواقع، كانت هذه المحادثات من شأنها أن تُحدث تغييرًا جذريًا في الحكومة البولندية وكذلك المجتمع البولندي.
في 17 نيسان/أبريل، تم إضفاء الشرعية على التضامن، ووصل عدد أعضائه إلى 1.5 مليون عضو. كما حصلت لجنة التضامن على تصريح بإدراج مرشحين لها في الانتخابات القادمة. ووفقًا لقانون الانتخابات لم يستطع التضامن أن يشغل سوى 35% من مقاعد مجلس النواب، في حين كانت الانتخابات لمجلس الشيوخ حرة تمامًا. واستمرت الدعاية والضجة الانتخابية تسير بشكل قانوني حتى جاء اليوم الفاصل. وبالرغم من عدم توفر الامكانات اللازمة، تمكن التضامن من مواصلة حملته الانتخابية. وفي 8 آيار/مايو، صدر العدد الأول من الصحيفة الجديدة الموالية للتضامن غازيتا فيبورتشا (الصحيفة الخاصة بالانتخابات). كما انتشر في جميع أنحاء البلاد ملصقات تحمل صور لفاونسا وهو يدهم مختلف المرشحين.

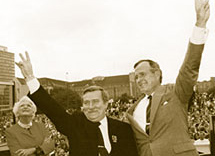
رئيس التضامن فاونسا (في الوسط) مع الرئيس الأمريكي جورج بوش الأب (يمين) وباربرا بوش (يسار) في وارسو، يوليو 1989.

وقبل إجراء الانتخابات، كانت استطلاعات الرأى العام تُبَشر بفوز الشيوعيين لذا جاءت هزيمة حزب العمال البولندي الموحد مفاجأة لجميع المشاركين: بعد الجولة الأولى للانتخابات حقق التضامن نجاحًا ملموسًا، وشغل 160 من إجمالي 161 من مقاعد مجلس النواب المُتنَازع عليها، وكذلك 92 مقعد من إجمالي 100 في مجلس الشيوخ. وبعد الجولة الثانية، شغل جميع المقاعد تقريبًا: 161 في مجلس النواب و99 في مجلس الشيوخ.
وفي أوروبا الوسطى والشرقية، كان لهذه الانتخابات التي حقق فيها مرشحوا المناهضة الشيوعية انتصارًا ساحقًا، دور في قيام سلسلة من الثورات السلمية المناهضة للشيوعية. والتي بلغت ذروتها بسقوط الشيوعية في نهاية المطاف.
أما قيما يتعلق بالاتفاقية الجديدة لمجلس النواب، والتي كان قد توصل إليها كلًا من الحزب الشيوعي وحركة التضامن خلال محادثات المائدة المستديرة، فسيتولى التضامن تنفيذها. وبعد ذلك انتُخب ياروزلسكي رئيسًا للبلاد، كما كان مُتَفقًا عليه مسبقًا. ومع ذلك لم ينجح فلاديسلاف ستاسياك، المرشح الشيوعي لمنصب رئيس الوزراء والذي شغل المنصب بدلًا من مياتزوشي راكوسكي، في الحصول على تأييد كافٍ لتشكيل الحكومة.
في 23 حزيران/يونية، شكل رونيسلاف جيريميك، النادي البرلماني لأعضاء التضامن. والذي عقد بعد ذلك تحالفًا مع حزبين من الأحزاب الموالية لحزب العمال البولندي الموحد - الحزب الشعبي المتحد والحزب الديموقراطي - واللذان آثروا فيما بعد الثورة على الحزب المواليين له بعد أن تراجعت شعبيتهم. وفي 24 آب/أغسطس، انتخب مجلس النواب مازوفيتسكي، ممثل التضامن، رئيسًا للحكومة البولندية. ولم يكن مازوفيتسكي أول رئيس وزراء غير شيوعي يشغل هذا المنصب في بولندا فحسب، بل في أوروبا الشرقية كلها منذ قرابة أربعين عامًا. وفي كلمة له، تحدث عن الخطوط العريضة التي ستعمل من شأنها على فصل حكومته عن الشيوعية القديمة. وبحلول نهاية آب/أغسطس 1989، شكل التضامن حكومة ائتلافية.

## الحزب ونقابة العمال (من 1989 إلى الآن)
كان سقوط النظام الشيوعي بداية فصلًا جديدًا في تاريخ بولندا وكذلك التضامن. ولكن سرعان ما تضاءل دور التضامن تضائلًا ملحوظًا - كحزب سياسي - وفقد شعبيته، بعد أن أسقط الحكومة الشيوعية، واحتدمت الصراعات بين فصائل التضامن المتناحرة. وانتُخب فاونسا رئيسًا للتضامن بعد انسحاب إديسواف فراسيونك أحد الخصوم البارزين له من الانتخابات نهائيًا، ومع ذلك لم يحظَ فاونسا بدعم كبير. وفي أيلول/سبتمبر 1990، صرح فاونسا بعدم أحقية صحيفة غازيتا فيبورتشا باستخدام شعار التضامن.
في وقت لاحق من ذلك الشهر، أعلن فاونسا عن نيته للترشح في انتخابات الرئاسة البولندية. وفي كانون الأول/ديسمبر 1990، إنتُخب رئيسًا لبولندا. واستقال من منصبه في التضامن ليصبح بذلك أول رئيس بولندي منتَخب بإرادة شعبية.

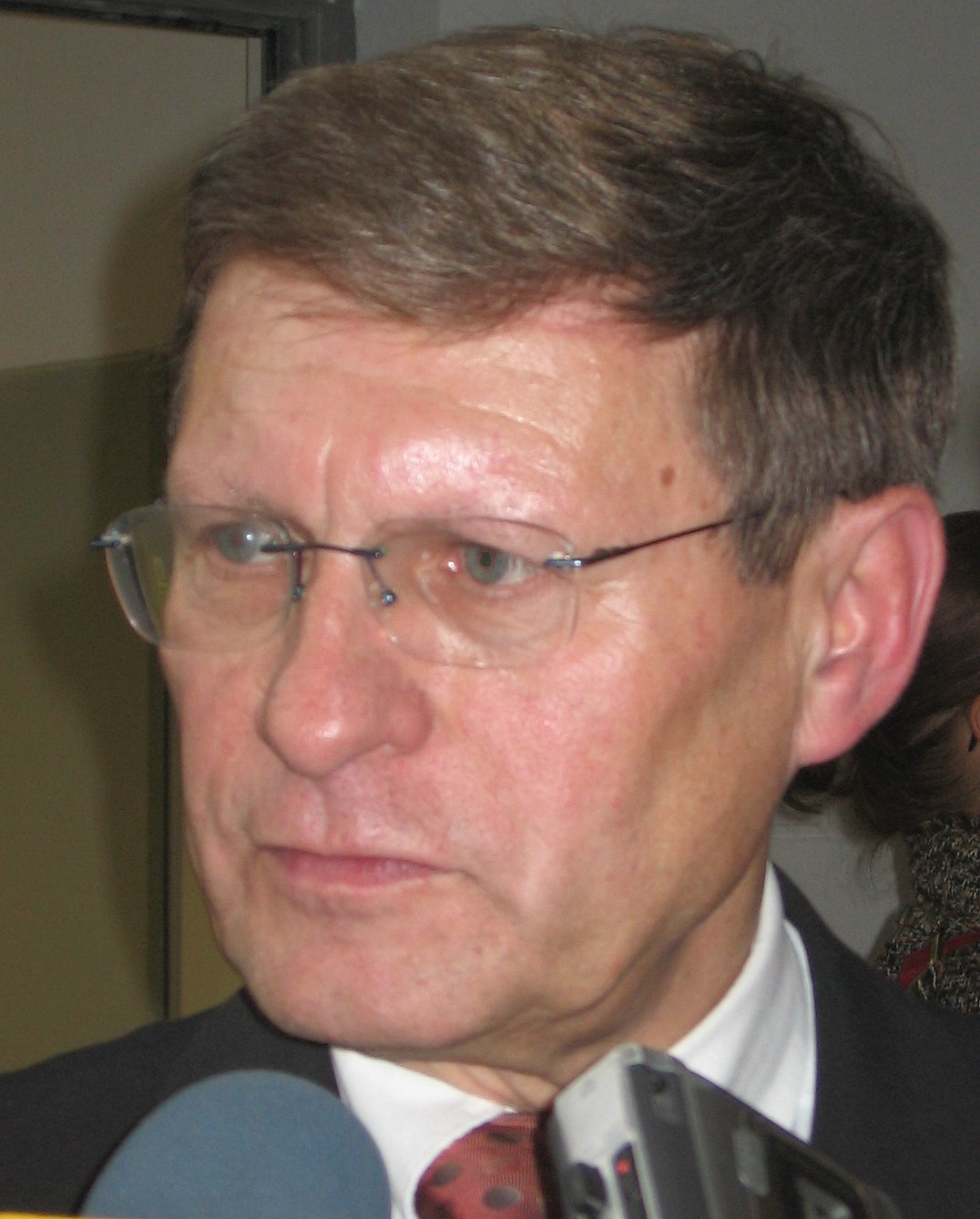
عالم الاقتصاد "ليزيك بالسيروفيتش"، صاحب خطة العلاج بالصدمة.

في شباط/فبراير من العام التالي، انتُخب ماريان كراكلوسكي، رئيسًا للتضامن. والذي تبنى رؤية جديدة للعمل تختلف تمامًا عن رؤية فاونسا. وبعيدًا عن الدعم الذي حظى به فاونسا، وجه التضامن كثير من الانتقادات إلى الحكومة، ولم يكتفِ بذلك، بل قرر إنشاء حزب سياسي خاص به لخوض الانتخابات البرلمانية المقبلة لعام1991.
وتميزت انتخابات 1991، بإقبال كبير من الأحزاب المتنافسة، وكثير ممن يدعون معاداة الشيوعية، وحصل حزب التضامن على 5% فقط من إجمالي أصوات الناخبين.
في 13 كانون الثاني/يناير 1992، أعلن التضامن أول إضراب له ضد الحكومة المُنتخبة ديمقراطيًا: إذ قام بإضراب لمدة ساعة واحدة تنديدًا باقتراح الحكومة حول ارتفاع أسعار الطاقة، وآخر لمدة ساعتين، في 14 من الشهر ذاته. وفي 19 آيار/مايو 1993، اقترح عدد من نواب التضامن حركة لسحب الثقة من الحكومة التي يرأسها حنا سوشوكا. ورفض فاونسا قبول استقالة رئيس الوزراء، وحل البرلمان.
وكانت الانتخابات البرلمانية التي تلت عام 1993، برهانًا واضحًا على مدى تراجع شعبية التضامن خلال السنوات الثلاث الماضية. واتخذ بعض نواب التضامن موقفًا مواليًا لليسارية في مواجهة الحكومة اليمينية، في حين ظل اسم التضامن مرتبطًا بالحكومة في أذهان العامة. وكابد التضامن خيبة الأمل الشديدة التي سيطرت على الجماهير، حيث لم يستطع أن يحقق انتقال بولندا من الشيوعية إلى الرأسمالية غايته المنشودة من الثراء السريع ورفع مستويات المعيشة مقارنة بما حققه في الغرب، كما لاقت السياسة المالية (العلاج بالصدمة) التي تبنتها الحكومة كثير من المعارضة.
حصل التضامن على 4.9% من الأصوات في الانتخابات، بفارق 0.1% عن النسبة الأزمة لدخول البرلمان (ولكن ما زال يشغل 9 مقاعد في مجلس الشيوخ، أقل بمقعدين عن مجلس الشيوخ السابق). وكان الفوز من نصيب حزب تحالف اليسار الديمقراطي (Sojusz Lewicy Demokratycznej or SLD)، حزب اليسار الشيوعي سابقًا.
والآن، اتحدت قوات التضامن مع خصمها السابق، تحالف نقابات عمال بولندا (OPZZ)، ونظما سويًا عدد من الاحتجاجات. وفي العام التالي، نظم التضامن عدد من الاضرابات بمنطقة صناعة التعدين في بولند. وفي 1995، قامت الشرطة البولندية (المعروفة الآن باسم policja) باستخدام الهراوات والمدافع المائية لفض التظاهر المحتشد أمام البرلمان. ومع ذلك، قرر التضامن دعم فاونسا في الانتخابات الرئاسية التي ستُعقد في نفس العام.
وللمرة الثانية على التوالي، تخسر اليمينية البولندية في الانتخابات، ويفوز مرشح حزب اليسار الديمفراطي، ألكسندر كفاشنييفسكي، والذي حصل على 51.72٪ من الأصوات. وذهبت دعوة التضامن لإجراء انتخابات جديدة أدراج الرياح، وواصل مجلس النواب عقد جلساته للتصديق على قرار إدانة الأحكام العرفية لعام 1981 (على الرغم من تصويت حزب اليسار الديمفراطي ضد هذا القرار). وفي الوقت ذاته، انضم لتحالف نقابات عمال بولندا اليساري، 2.5 مليون عضو، أي ضعف أعضاء التضامن المعاصر والبالغ عددهم 1.3 مليون.

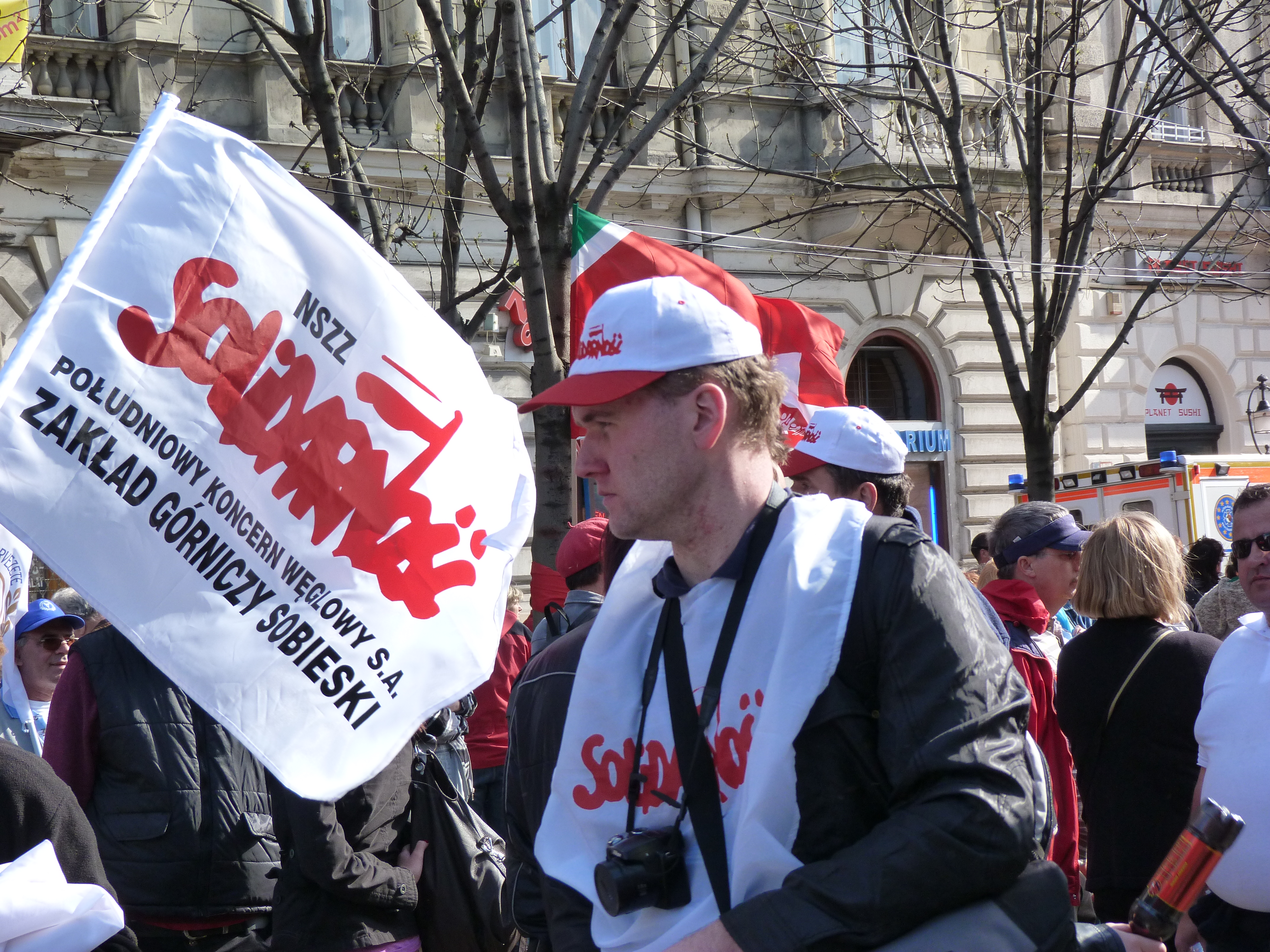
التضامن، تظاهر اتحاد نقابة العمال الأوروبي- بودابست، 2014.

في يونيو 1996، تأسس العمل الانتخابي للتضامن (Akcja Wyborcza Solidarność)، وكان بمثابة تحالف يضم أكثر من 30 حزب من بينهم الليبرالين والمحافظين والمسيحيين والديمقراطيين. وأًصيب الشعب البولندي جنبًا إلى جنب مع تحالف اليسار الديقراطي وحلفائه بخيبة أمل شديدة، بعد فوز «الحركة الانتخابية – التضامن» (AWS) في الانتخابات البرلمانية التي أجريت في سبتمبر عام 1997. والتي شغل فيها ييجي بوزيك منصب رئيس الوزراء.
وعلى الرغم من الجدل الدائر حول الإصلاحات الداخلية، فقدت بولندا الكثير من التأييد الشعبي لها، نتيجة لانضمامها إلى منظمة حلف شمال الأطلسي عام 1990 والاتحاد الأوروبي فضلًا عن دخولها في صراعات مع «الحركة الانتخابية – التضامن» وحلفائها السياسيين وكذلك الصراعات داخل «الحركة الانتخابية – التضامن» ذاتها، بالإضافة إلى الفساد الذي تشهده بولندا. وفي الناحية الآخرى، خسر ماريان كراكلوسكي، زعيم «الحركة الانتخابية – التضامن» في الانتخابات الرئاسية لعام 2000، كما فشلت الحركة] في الحصول على مقعد واحد في الانتخابات البرلمانية التي عُقدت في العام التالي. وبعد هذه الخسارة الفادحة، في عام 2000، تولى يانوش سينيادك زعامة الحركة بدلًا من ماريان كراكلوسكي، وقررت الحركة بعد ذلك أن تنأى بنفسها بعيدًا عن السياسة.
في عام 2006، أصبح التضامن من أكبر النقابات العمالية في بولندا، إذ وصل عدد أعضائه إلى 1.5 مليون عضو. وأعلنت الحركة في بيان رسالتها، أنها تستمد أنشطتها وفقًا للآداب المسيحية وتعاليم الكنيسة الكاثوليكية، كما أنها تعمل على تعزيز مصالح العمال وتلبية تطلعاتهم المادية والاجتماعية والثقافية.